# Kebal
Kebal is een plaats in de gemeente Strömstad in het landschap Bohuslän en de provincie Västra Götalands län in Zweden. De plaats heeft 278 inwoners (2005) en een oppervlakte van 27 hectare.